# بردیان (چرام)

## بردیان (کهگیلویه)، روستایی از توابعشهر دهدشتدراستان کهگیلویه و بویراحمدایراناست.

### جمعیت
این روستا براساس سرشماری مرکز آمار ایران سرشماری عمومی نفوس و مسکن (1396)، 3641نفر (668